# Kreisgericht Pillkallen
Das Kreisgericht Pillkallen war ein preußisches Kreisgericht in der damaligen Provinz Preußen mit Sitz in Pillkallen.

## Geschichte
Im Sprengel des Kreisgerichts Pillkallen bestanden von 1839 bis 1849 das königliche Land- und Stadtgericht Pillkallen, das Land- und Stadtgericht Schirwindt sowie ein Patrimonialgericht in Nowischken.
Im Zuge einer Justizreform nach der Märzrevolution 1848 wurden in Preußen mit Verordnung vom 2. Januar 1849 einheitlich Kreisgerichte geschaffen. Die  Patrimonialgerichtsbarkeit wurde abgeschafft nachdem schon 1848 der eximierte Gerichtsstand bestimmter Personengruppen aufgehoben worden waren. Aus den eingangs genannten Gerichten wurde das Königliche Kreisgericht Pillkallen gebildet. Es war für den gesamten Kreis Pillkallen zuständig; der bisherige Gerichtsstandort Schirwindt blieb aber als Außenstelle (Gerichtskommission) von Pillkallen erhalten.
Schwurgerichtssachen wurden beim Kreisgericht Insterburg verhandelt. Am Gericht waren 1870 ein Direktor und sieben Kreisrichter eingesetzt. 1870 betrug die Zahl der Gerichtseingesessenen 45.665. Eine Gerichtskommission war in Schirwindt eingerichtet.
Im Rahmen der Reichsjustizgesetze wurde das Gerichtswesen in Deutschland 1879 vereinheitlicht. Das Kreisgericht Pillkallen wurde zu einem königlich preußischen Pillkallen mit Wirkung zum 1. Oktober 1879 als eines von sechs Amtsgerichten im Bezirk des Landgerichtes Insterburg umgebildet. Die Gerichtskommission in Schirwindt wurde aufgelöst; das Amtsgericht Pillkallen hielt aber Gerichtstage in Lasdehnen und Schirwindt ab. 